# Mrakiella niccombsii
Mrakiella niccombsii är en svampart som beskrevs av Thomas-Hall 2010. Mrakiella niccombsii ingår i släktet Mrakiella, ordningen Cystofilobasidiales, klassen Tremellomycetes, divisionen basidiesvampar och riket svampar.   Inga underarter finns listade i Catalogue of Life.